# Feenmärchen (Walzer)
Feenmärchen ist ein Walzer von Johann Strauss (Sohn) (op. 312). Das Werk wurde am 18. November 1866 im Volksgarten in Wien erstmals aufgeführt.

## Einzelnachweis
1. ↑  Quelle: Englische Version des Booklets (Seite 51–52) in der 52 CDs umfassenden Gesamtausgabe der Orchesterwerke von Johann Strauß (Sohn), Hrsg. Naxos (Label). Das Werk ist als achter Titel auf der 17. CD zu hören.